# Szótő
A szótő a szó alapeleme, jelentésének főösszetevője. Alaktani szempontból a szót alkotó egyik morféma, a többi morfémáihoz, vagyis a toldalékokhoz viszonyítva tőmorféma. Ezek szerint közös eleme egy adott szó összes nyelvtani alakjának, de ugyanakkor az összes olyan szónak is, amelyek egy szócsaládot alkotnak.
Egyes nyelvészek megkülönböztetnek abszolút szótövet, amely nem bontható további önálló morfémákra, és relatív szótövet, amely még további önálló morfémákra bontható. Az előbbit, ha mondatban szóként jelenhet meg, tőszónak is nevezik. Ez a szócikk a fenti definíció értelmezésében tárgyalja a szótőt.
A szótő elemi alapja a toldalékolásnak (az agglutináló nyelvekben) és a flexiónak (a flektáló nyelvekben), akár nyelvtani viszonyok kifejezéséről, akár szóalkotásról van szó. Például a magyar nyelvben a ház- tőhöz hozzáadhatók az -as, -ság, -a, -i, -m, -ról toldalékok (képzők, jelek, ragok), amely művelettel létrejön a házasságaimról szó.
angol példa a sing- tő. Ez magában a főnévi igenév és öt személyalak is kijelentő mód jelen időben. Az -er képző hozzáadásával a singer ’énekes’ főnév alakul, és ehhez az -s jel hozzáadásával singers, a főnév többes számának az alakja. Ugyanabból a szótőből belső flexióval, azaz a szótő magánhangzójának cseréjével alakul az ige egyszerű múltjának az alakja mindegyik személyben (sang ’énekeltem’ stb.) és a sung múlt idejű melléknévi igenév.
Szótövek összetételével is alkotható új szó, pl. aranyág.

## A szótő szinkrón megközelítésben
Ebben a szakaszban a szótőről szinkrón megközelítésben, azaz a nyelv egyidejű állapotára vonatkozóan van szó.

### A szótő jelentése
Ebből a szempontból a szótövek egy részének fogalmi, ún. lexikális jelentése van, amely lehet egyrészt tartalmas és közvetlenül érthető. Ilyen a főnév, az ige és a melléknév töve (pl. könyv-, ír-, szép-). Tartalmatlan, közvetetten érthető a névmások töve. Nem lexikális jelentésűek, hanem grammatikai, azaz viszonyjelentésűek az olyan, csak tőből álló és nem toldalékolható szavak, mint a kötőszók és a névutók (pl. hogy, alatt). Más csak tőből álló és nem toldalékolható szavak a módosítószók, melyeknek pragmatikai vagy modális jelentése van, pl. talán, bár, esetleg.

### A szótő alakja
Ami az alakjukat illeti, a szótövek lehetnek egy- vagy többváltozatúak. Egyváltozatú például az olvas-, kétváltozatú pedig például a bokor-/bokr-. A többváltozatú tő egyik változata tipikus, elvont, melyet invariánsnak neveznek. Ez képviseli a tőmorfémát, az utóbbi példa esetében a bokor-. Úgy tekintik, hogy ennek a tőmorfémának két megvalósulása, ún. variánsa, más néven allomorfja van, bokor- és bokr-. Egyes francia szerzők ezeket különböző terminusokkal nevezik meg: az invariáns racine (szó szerint ’gyökér’) a variáns pedig a matematikában és a vegyészetben is használt radical, amely magyar megfelelője a ’gyök’ lenne. Például a venir ’jönni’ igének az invariáns töve /ven/, melynek két variánsa ven (például a venons ’jövünk’ alakban) és vien (például a viennent ’jönnek’ alakban). Egy szócsaládba tartozónak, tehát azonos invariáns tövűnek tartanak olyan szavakat is, amelyeknek különböző közvetlen etimonjuk van. Például a /chant/ invariánsnak két variánsa lenne, chant (pl. a latinból örökölt chanter ’énekelni’ igéé) és cant (pl. a cantatrice ’operaénekesnő’ olaszból átvett főnévé). Igaz, hogy mindkettő a latin cant- tőre vezethető vissza. Ez a megközelítés analóg azzal, ami a fonológiában a fonémára és ennek allofónjaira vonatkozik.
A magyar nyelvben egyes tövek variánsai tetszőlegesen felcserélhetők, attól függetlenül, hogy milyen toldalék járul hozzájuk, pl csoda ~ csuda, fel ~ föl. Ezek tehát szabad váltakozások. Kötött váltakozásról van szó, ha bizonyos toldalékokkal csak az egyik variáns, más toldalékokkal pedig csak egy másik variáns használható: lóhoz vs. lovász. Ezek funkciótlan váltakozások, amelyek csak részleges alaki eltéréssel járnak. Van a magyarban ritkán előforduló [pl. (te) mégy / (ő) megy] funkciós váltakozás is, amely esetében nemcsak részleges alaki eltérés van, hanem jelentésbeli – elsősorban grammatikai jellegű – különbség is. Ez inkább a flektáló nyelvekben előforduló belső flexió esete. Megvan valamennyire az angol nyelvben (pl. foot ’lábfej’ vs. feet ’lábfejek’), és nagy mértékben például a sémi nyelvekben. Ezekben a szótő általában három mássalhangzóból áll, és a közöttük lévő magánhangzók változásaiból áll nagy részben a flexió és a szóalkotás. Például az arab nyelvben a k-t-b tő képviseli az írás fogalmát, és belőle olyan szavak keletkeznek, mint kataba ’(ő) írt’, katib ’írnok, író’, kitab ’írás, könyv’, kutub ’könyvek’.
Egyes nyelvészek nem invariáns vs. variáns viszony keretében, hanem csak a tőhangváltás fogalmával összefüggésben tárgyalják az egyazon szótő különböző alakjait. Ezek szerint a magyarban a toldalékok okoznak bizonyos esetekben váltakozásokat a szótőben. Ilyképpen vannak magánhangzókat érintő váltakozások: tövön belüli hosszú magánhangzó ~ rövid megfelelője váltakozás (víz ~ vizek), tővégi a ~ á és e ~ é váltakozás (alma ~ almás, medve ~ medvét), magánhangzó ~ nulla váltakozás (bokor ~ bokrok, fürödtem ~ fürdik, terem ~ termet). A toldalékok első mássalhangzójához való tővégi mássalhangzók hasonulása is az effajta jelenségek közé tartozik: meleg [mɛlɛg] ~ melegtől [mɛlɛktøːl], zsák [ʒaːk] ~ zsákban [ʒa:gbɒn], szív [siːv] ~ szívtől [siːftøːl], ad [ɒd] ~ adhat [ɒthɒt].  Egyéb nyelvek nyelvészetében is megvan ez a nézet a hasonló jelenségek kezelésében.
Egyéb nyelvekben is vannak a magyarbeliekhez hasonló tőhangváltások, és másfélék is. Példák:
- mássalhangzó ~ zéró váltakozás: (franciául) ils/elles battent ’vernek’ ~ il/elle bat ’(ő) ver’, étudiante ’egyetemista (lány)’ ~ étudiant ’egyetemista (fiú)’ (a szóvégi t-t nem ejtik ki ezekben a szavakban);[13]
- magánhangzó ~ mássalhangzó váltakozás: (szerbül) beo ’fehér’ (hímnem) ~ bela ’fehér’ (nőnem), pepeo ’hamu’ ~ pepela ’a hamu vmije’ (birtokos eset);[14]
- magánhangzó ~ kettőshangzó váltakozás: (románul) negru ’fekete’ (hn.) ~ neagră ’fekete’ (nn.);[15]
- mássalhangzó-csoport ~ mássalhangzó-csoport váltakozás: (románul) muscă ’légy’ ~ muște ’legyek’;[15]
- egyidejű magánhangó- és mássalhangzó váltakozás: (románul) carte ’könyv’ ~ cărți ’könyvek’, toți ’mindahány’ ~ tuturor ’mindahánynak’.[15]

### Szabad szótő és kötött szótő
Egyes szótövek szabadok, azaz tőszavak, más szótövek pedig kötöttek, amelyek toldalékokhoz hasonlóan nem szerepelhetnek önálló szavakként. E szabadságnak/kötöttségnek vannak fokozatai:
- Szükségszerűen szabadok azok a szótövek, amelyek egyáltalán nem toldalékolhatók, pl. talán, hogy, is.
- Potenciálisan szabadok azok, amelyek toldalékolhatók, de anélkül is lehet mondattani funkciójuk. Ilyenek például a magyarban a fent, lent, akkor szótövek és egyben határozószók.
- Viszonylagosan szabad az igék nagy részének, a főneveknek és a mellékneveknek az invariáns töve. Ez működik ugyan testes toldalék nélkül, de ebben az esetben is van ún. zéró toldaléka, amely éppen azzal fejez ki nyelvtani kategóriát, hogy nem jelenik meg. Így például a tesz igealak, amely egyben az ige invariáns töve is, azzal jelzi, hogy kijelentő mód, egyes szám, harmadik személyű, hogy nincs testes ragja. Főnévi példaként a könyv szó zéró toldaléka határozza meg az alakját mint egyes számút és alanyesetűt.
- Kötöttek a többváltozatú tövek esetében a variánsok, például a tesz- variánsai: te-, té-, tev-, tév-. Vannak egyváltozatú kötött szótövek is. Ilyen a magyarban az -ik-es igék töve (eszik, cselekszik) és a passzívnak vagy fiktívnek nevezett tövek: pattan, forgat. Angol példa -ceive, amely nem működik prefixum nélkül: receive ’kap’, conceive ’kigondol’, deceive ’megtéveszt’.[1]

## A szótő diakrón megközelítésben
A nyelv története, a diakrónia szempontjából a szótő a szó legrégibb alakja, melyet rokon nyelvekben található megfelelőinek összehasonlítása nyomán jellegzetes hangtani törvények alapján rekonstruálnak. Az így kikövetkeztetett szótő nemcsak egy bizonyos nyelv szavai csoportjának a közös eleme, hanem egy egész nyelvcsalád ugyanabból a szóból származó szavainak a közös eleme is. Ebben az értelemben vannak egy egész nyelvcsaládra kiterjedő nagyon sok tagú szócsaládok.
Az ilyen történeti kutatás az indoeurópai nyelvek esetében gyakori. Ennek keretében az összehasonlító nyelvészet módszereivel a feltételezett indoeurópai alapnyelv szótövei rekonstruálásán dolgoznak. Egy ilyen szótő invariánsa általában két mássalhangzóból és egy magánhangzóból vagy váltakozó magánhangzók rendszeréből áll, és egy bizonyos általános fogalmat fejez ki. Például arra a következtetésre jutottak, hogy a szanszkrit parayati ’keresztülvisz’, az ógörög peirein ’átfúr, átmegy, átfut’, a latin portare ’visz, visel’, az örmény hordan ’előre halad’, az óegyházi szláv pariti ’repül’, az óangol faran ’megy, utazik’ és több más szó mind az indoeurópai alapnyelvbeli *per- tőre vezethetők vissza, amely jelentése ’vezet vhova, áthalad’.